# ميغيل منديز
ميغيل منديز (بالإنجليزية: Miguel Méndez)‏ هو محامي أمريكي، ولد في 1943، وتوفي في 25 مايو 2017.